# Gajusz Mariusz
Gajusz Mariusz, łac. Gaius Marius (ur. 157 p.n.e. w Cereatae, zm. 13 stycznia 86 p.n.e. w Rzymie) – polityk rzymski okresu republikańskiego. Homo novus (człowiek spoza starej arystokracji senatorskiej), jeden z najwybitniejszych przywódców stronnictwa popularów. Wielokrotny konsul, dowódca wojskowy i reformator armii rzymskiej.
Jego konflikt z Lucjuszem Korneliuszem Sullą rozpoczął serię wojen domowych, które w II poł. I wieku p.n.e. doprowadziły do upadku systemu republikańskiego i powstania nowej formy rządów zwanej pryncypatem. W Żywotach Plutarcha określony mianem trzeciego założyciela Rzymu (po Romulusie i dyktatorze Kamillusie; Plutarch Żywoty - Mariusz XXVII.5).

## Pochodzenie
Urodził się w 157 p.n.e. w południowolatyńskim Cereatae niedaleko Arpinum. Był synem Mariusza i Fulcinii. Według autorów antycznych rodzina była biedna, a przyszły konsul od wczesnej młodości musiał pracować na własne utrzymanie (Plutarch Żywoty - Mariusz III, Juwenalis Satyry VIII.240-263). Współcześnie uważa się jednak, że Mariusz pochodził z dobrze ustosunkowanej rodziny ekwickiej. Przekaz antyczny jest prawdopodobnie, powtórzoną przez autorów okresów późniejszych opinią, która powstała w wyniku niechęci do niego ze strony uważającej go za parweniusza arystokracji senatorskiej. Niemożliwością było zrobienie w Rzymie tak błyskotliwej kariery oraz małżeństwo z członkinią arystokratycznej rodziny Juliuszów przez człowieka niemajętnego. 

## Kariera polityczna
Swoją karierę Mariusz rozpoczął od służby w armii i udziału w wojnie numantyjskiej (133 p.n.e.). W Hiszpanii został zauważony przez Scypiona Afrykańskiego Młodszego, który miał go wskazać jako swojego potencjalnego następcę. Dzięki wstawiennictwu Kwintusa Cecyliusza Metellusa w 119 p.n.e. został wybrany trybunem ludowym, a w 115 pretorem. Służył ponownie w Hiszpanii, a wraz z wybuchem wojny z Jugurtą na stanowisku legata, w Afryce. Przypuszczalnie w tym okresie swojej kariery nie myślał jeszcze o zmianach systemowych w Rzymie, ale o tym aby zająć w jego ramach jak najdogodniejsze dla siebie miejsce. W 111 p.n.e. ożenił się z Julią, ciotką Juliusza Cezara (Swetoniusz Boski Juliusz VI.1) należącą do świetnie ustosunkowanego rodu Juliuszów.
W roku 107 p.n.e. wykorzystując powszechne niezadowolenie z rządów senatorskich, przy wsparciu ekwitów i plebsu został wybrany konsulem (po raz pierwszy). Stało się to, gdy był legatem w armii walczącego z Jugurtą Metellusa. Wysłany przez swego zwierzchnika do Rzymu oskarżył Metellusa o opieszałość w działaniach wojennych i obiecał Rzymianom sprowadzenie Jugurty żywego bądź martwego. Tym samym, po 7 latach ubiegania się o urząd konsula dopiął swego, mimo fałszywego charakteru oskarżenia. W wyniku trwającego między nimi sporu przejął dowództwo nad armią. Sukcesem okazała się jego strategia polegająca na zdobywaniu miast, a przez to pozbawianie Numidyjczyków kolejnych punktów oporu. W końcu, w wyniku zdrady jakiej dopuścił się teść Jugurty, król Mauretanii Bokchus, władca numidyjski został pojmany. Dokonał tego służący pod rozkazami Mariusza młody dowódca jazdy Lucjusz Korneliusz Sulla. W 104 p.n.e. Mariusz pod swoją nieobecność został ponownie obrany konsulem, a po powrocie do miasta odbył zasłużony triumf (Plutarch Mariusz XII).

### Najazd Cymbrów i Teutonów
W tym czasie po raz kolejny zagrozili Rzymowi germańscy Cymbrowie. Wcześniej w roku 113 p.n.e. w sojuszu z Teutonami rozbili armię Gnejusza Papiriusza Karbona pod Noreią, a w 105 p.n.e. w bitwie pod Arausio zadali jedną z największych klęsk w historii Rzymu, całkowicie niszcząc dwie armie konsularne (Kwintusa Serwiliusza Cepionna i konsula Gnejusza Maliusza Maksymusa). Mariusz, wybierany na stanowisko konsula przez 5 kolejnych lat (104-100 p.n.e.), musiał zreorganizować armię rzymską tak, aby była zdolna do odparcia zagrożenia.

### Reforma armii
Źródłem kryzysu rzymskiej wojskowości były zmiany społeczno-ekonomiczne przełomu II i I w. p.n.e. Polityka podbojów spowodowała napływ taniego zboża i nieopłacalność produkcji rolnej w Italii. Ponieważ do czasów reformy w legionach mogli służyć tylko obywatele o określonych dochodach, zmiany w zamożności stanowiły podstawowy problemem w pozyskaniu rekrutów (Liwiusz Ab Urbe Condita I.42-43). Mariusz postanowił przeprowadzać zaciąg wśród niespełniających kryteriów cenzusowych proletariuszy i wyposażać ich na koszt państwa. Przyznano im również niewielki żołd, początkowo 5 asów dziennie.
Zmianie poddano również organizację wojskową. Podstawową jednostką taktyczną została kohorta, na którą składały się trzy manipuły, czyli sześć centurii (ok. 600 żołnierzy; legion liczył 10 kohort). Ujednoliceniu uległa broń, co spowodowało, że armia rzymska stała się znacznie bardziej elastyczna. Można ją było dowolnie ustawiać i dzielić na znacznie mniejsze, operujące samodzielnie oddziały. Legiony wyposażono w znaki bojowe aquilae (orły). Tak zreformowana armia pozwoliła Mariuszowi pobić Teutonów w 102 p.n.e. pod Aquae Sextiae, a rok później Cymbrów pod Vercellae (Plutarch Mariusz XXI i XXVI). Dzięki temu wraz z Kwintusem Lutacjuszem Katulusem, drugim konsulem roku 102 p.n.e. odbył kolejny w swojej karierze tryumf (Plutarch Mariusz XXVII). 
Pomimo zażegnania niebezpieczeństwa reformy Mariusza miały w przyszłości skutkować również negatywnie. Przede wszystkim słabe wynagradzanie legionistów pomimo ich uzawodowienia powodował u nich skłonność do grabieży. Brak zabezpieczenia weteranów na starość w połączeniu z długotrwałą służbą (początkowo 16 lat) sprawiał, że dowódcy zaczęli poczuwać się do specyficznej odpowiedzialności wobec demobilizowanych żołnierzy. W przyszłości każdy z wodzów (w tym sam Mariusz) będzie zabiegał o nadania ziemi dla swoich legionistów. Spowoduje to ich silny, osobisty związek z weteranami, którzy dla łupów i nadziałów będą w stanie ważyć się na wszystko i pójść za swoim dowódcą przeciwko każdemu, nawet Rzymowi.
Reforma Mariusza jest uważana przez licznych badaczy wojskowości antycznej za mit historiograficzny, będący efektem rozpropagowania na przełomie XIX i XX wieku interpretacji przedstawionej po raz pierwszy w 1846 roku przez Christiana Conrada Ludwiga Langego. Ważkim argumentem podnoszonym przez tę grupę jest brak jakichkolwiek wzmianek o reformie w zachowanych źródłach. W efekcie przekształcenie systemu poboru armii rzymskiej z powszechnego na ochotniczy byłoby dziełem Oktawiana Augusta.

### Stłumienie zamieszek roku 100 p.n.e.
W zapewnieniu nadań dla zwycięskich legionów mieli pomóc Mariuszowi trybun ludowy, jeden z przywódców radykalnego stronnictwa popularów Lucjusz Apulejusz Saturninus oraz pretor i najbliższy współpracownik Saturninusa Gajusz Serwiliusz Glaucja. Wobec zaproponowanej przez nich ustawy (łac. lex agraria) sprzeciw wyrazili nie tylko optymaci, ale również rzymski plebs, niechętny prowincjonalnym obywatelom z armii Mariusza. Ustawa została jednak przeforsowana dzięki zdemobilizowanym żołnierzom, którzy pojawili się na zgromadzeniu tribusowym, a także nałożeniu na senatorów religijnej sanctio.
Zachęceni powodzeniem swoich działań Saturninus i Glaucja postanowili wystartować w kolejnych wyborach. Saturninus starał się o ponowny trybunat, a Glaucja konsulat roku 99. Rywalizacja była tak zacięta, że w wyniku zamieszek zginął główny rywal do konsulatu i jednoczesny trybun, zwolennik optymatów Memmiusz. Saturninus i Glaucja, którzy wzniecili niepokoję, schronili się wraz ze swoimi poplecznikami na Kapitolu. Senat po raz drugi w historii wydał tzw. senatus consultum ultimum zobowiązującą konsulów wespół z innymi urzędnikami do zaprowadzenia porządku. Stłumienie zamieszek polecono Mariuszowi, który przy pomocy uzbrojonej milicji osaczył prowodyrów. Obaj politycy zginęli, a Mariusz został skompromitowany (Appian Wojny domowe I.29-34).

### Wojna ze sprzymierzeńcami
Według Plutarcha w związku z wydarzeniami roku 100 p.n.e. Mariusz utracił poparcie plebejuszy, co skutkowało załamaniem jego kariery (Mariusz XXXII). Wiele jednak wskazuje, że w pierwszej dekadzie I wieku p.n.e. miała miejsce zwykła zmiana sojuszy i zbliżenie z frakcją senatorską. Dobitnie świadczy o tym fakt, że pomimo unieważnienia ustaw Saturnina i Glaucji (Cyceron Pro Balbo 48) weterani Mariusza otrzymali ziemie na Korsyce, gdzie utworzyli kolonię o wymownej nazwie Mariana. Co więcej, samemu Mariuszowi przypadła jedna z najwyższych i najbardziej zaszczytnych funkcji kapłańskich, augurat (Cyceron Epistulae ad Brutum I.5.3). Co więcej, jego syn ożenił się z Licynią, córką Lucjusza Licyniusza Krassusa, do tej pory zagorzałego przeciwnika, a w trakcie wojny ze sprzymierzeńcami (90 p.n.e.) Mariusz otrzymał dowództwo jednej z armii, z którego jednak zrezygnował ze względu na słaby stan zdrowia (Plutarch Mariusz XXXIII).

## I wojna domowa

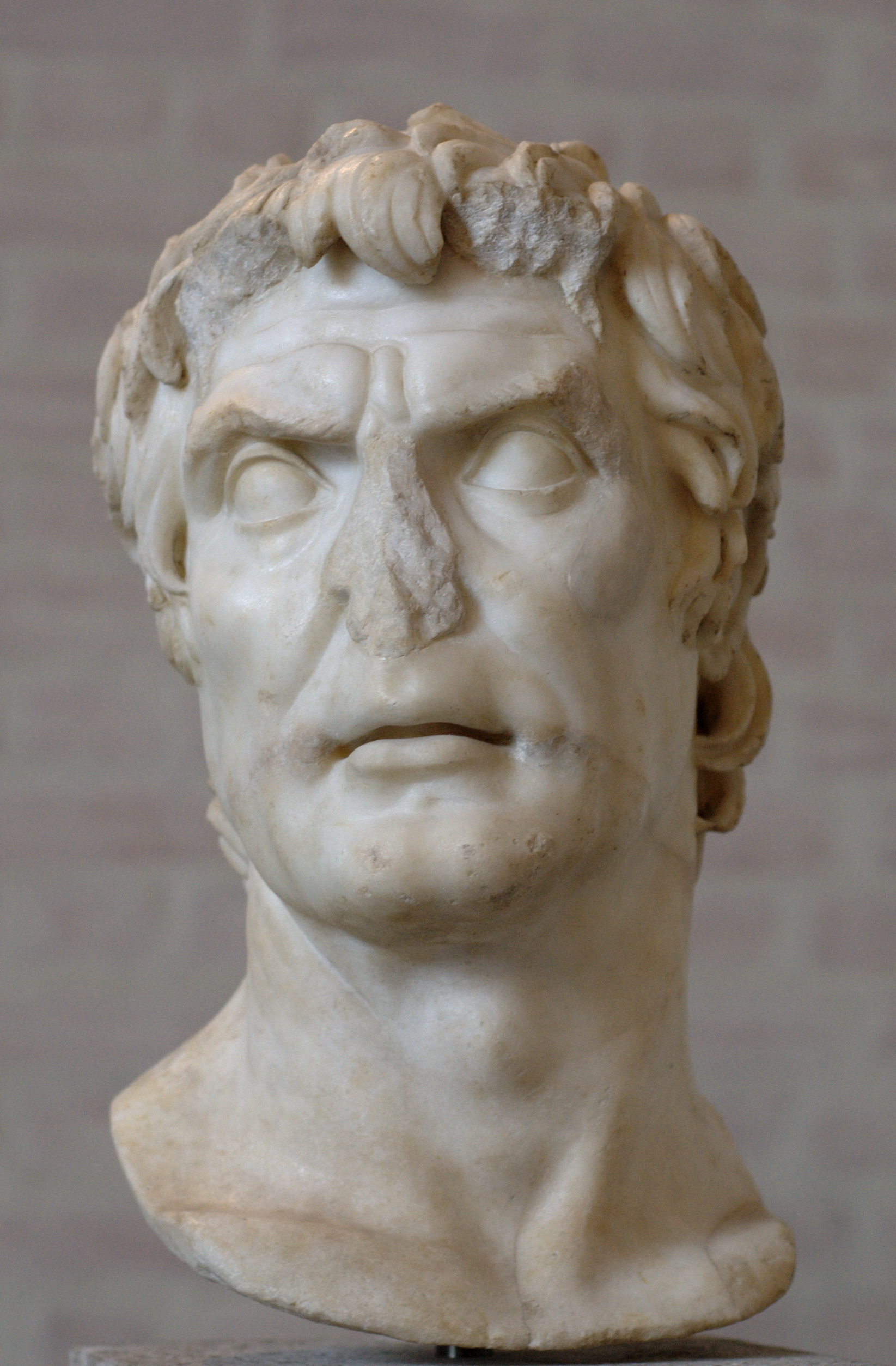
Domniemane popiersie Lucjusza Korneliusza Sulli

Otwarty konflikt pomiędzy Mariuszem a Sullą wybuchł w 88 p.n.e., a jego bezpośrednim powodem był spór o dowództwo w wojnie z królem Pontu Mitrydatesem VI Eupatorem. Obydwaj politycy, pomimo wspólnej służby, od dawna za sobą nie przepadali. Główną przyczyną były plotki, które przeciwnicy polityczni Mariusza rozpuszczali w trakcie jego wielokrotnych konsulatów. Twierdzono, że Mariusz przypisał sobie zasługi Sulli, prawdziwego autora zwycięstwa nad Jugurtą. Według Plutarcha stary wódz ciężko znosił te pomówienia (Plutarch Mariusz XXXII).
W tej sytuacji doszło do kolejnej wolty w publicznej karierze politycznej Mariusza. Jego nowym sojusznikiem został ambitny trybun ludowy Publiusz Sulpicjusz Rufus, którego celem było zdobycie poparcia wpływowego Mariusza dla sprawy sprzymierzeńców. W wyniku porozumienia, jakie kończyło niedawną wojnę, otrzymali oni bowiem rzymskie obywatelstwo, ale zapisani zostali tylko do 8 z 35 tribus, co wydatnie zmniejszało ich siłę oddziaływania. Propozycja zmiany tego stanu rzeczy napotkała jednak na zaciekły opór Senatu, a w mieście wybuchły zamieszki. Sprzymierzeni Mariusz i Sulpicjusz byli jednak na tyle silni, że przegłosowali wszystkie swoje projekty łącznie z pozbawieniem Sulli, konsula roku 88 p.n.e. dowództwa nad armią. 
Sulla natychmiast udał się do Kampanii gdzie stacjonowały jego oddziały. Zapewniwszy sobie poparcie oficerów i legionistów, którzy ukamienowali przybyłych z informacją o odebraniu mu dowództwa posłów Sulpicjusza, ruszył na Rzym. W wyniku walk zginął Sulpicjusz, a Mariusz salwował się ucieczką. Przegłosowane wcześniej zmiany uchylono, a Mariusz i jego poplecznicy zostali wyjęci spod prawa (Appian Wojny domowe I.55-58).

### Powrót z wygnania i siódmy konsulat
Konsulami na rok 87 p.n.e. wybrani zostali Gnejusz Oktawiusz i - pomimo niechęci Sulli - popular Lucjusz Korneliusz Cynna. Odebrawszy od tego ostatniego przysięgę, że nie będzie starał się przywrócić uchylonych praw, Sulla opuścił Italię, udając się na wojnę z Mitrydatesem. Cynna nie dochował przyrzeczenia i uznany przez senatorów za wroga państwa musiał uchodzić z Rzymu. W tym samym czasie z wygnania powrócił Mariusz. Cynna, uciekłszy na południe, zdołał przekonać do siebie dowództwo pozostawionego w Italii legionu, oblegającego ostatnie miasta sprzymierzeńców.  Rzym znalazł się w potrzasku. Zdobywszy miasto (nieliczne wojska senatorskie dosięgła plaga) Cynna z Mariuszem rozpoczęli krwawe czystki. Zginął współkonsul Cynny - Gnejusz Oktawiusz, pierwszy w historii Rzymu konsul zabity podczas sprawowania urzędu. Zabity został również Lucjusz Korneliusz Merula, wybrany na konsula po oficjalnym oskarżeniu Cynny i pozbawieniu go urzędu. Zginęli Gajusz i Lucjusz Juliusze, Marek Antoniusz Orator i wielu innych. Mariusz wybrany razem z Cynną konsulem na rok następny zmarł pod koniec drugiego tygodnia rządów).

### Teksty źródłowe
- Appian's Roman History. With an English Translation by Horace White (vol.III). Londyn, Nowy Jork: Harvard University Press, William Heinemann Ltd., 1964, seria: Loeb Classical Library 4. ISBN 978-0-674-99005-0. Brak numerów stron w książce
- Livy. With an English Translation by B.O.Foster. Cambridge Mass., Londyn: Harvard University Press, William Heinemann Ltd., 1967, seria: Loeb Classical Library 114. ISBN 978-0-674-99126-2. Brak numerów stron w książce
- Plutarch's Lives. With an English Translation by B.Perrin. Cambridge Mass., Londyn: Harvard University Press, William Heinemann Ltd., 1959, seria: Loeb Classical Library 101. ISBN 978-0-674-99112-5. Brak numerów stron w książce
- Suetonius with an English Translation by J.C.Rolfe Vol. I. Cambridge Mass., Londyn: Harvard University Press, William Heinemann Ltd., 1979, seria: Loeb Classical Library 31. ISBN 978-0-674-99570-3. Brak numerów stron w książce
- Thirteen Satires of Juvenal Translated into English by A.Leeper. Londyn, Nowy Jork: MacMillan and Co., 1892. Brak numerów stron w książce

### Literatura
- Dictionary of Greek and Roman Biography and Mythology. Vol.2 (pod red. W.Smitha). Boston: Little, Brown and Co., 1867. Brak numerów stron w książce
- E. Frank. Marius and the Roman Nobility. „The Classical Journal”. 4 (50), s. 149–152, 1955. The Classical Association of the Middle West and South. ISSN 0009-8353. (ang.).
- E. Gabba: Republican Rome, the Army and the Allies. Berkeley, Los Angeles: University of California Press, 1976. ISBN 0-520-03-259-4. Brak numerów stron w książce
- A. Goldsworthy: The Complete Roman Army. London: Thames and Hudson, 2007. ISBN 978-0-500-05124-5. Brak numerów stron w książce
- M. Jaczynowska: Dzieje Imperium Romanum. Warszawa: Wydawnictwo Naukowe PWN, 1995. ISBN 83-01-11924-1. Brak numerów stron w książce
- The Last Age of the Roman Republic 146-43 B.C. (praca zbiorowa). Cambridge: University Press, 1992, seria: The Cambridge Ancient History. ISBN 0-521-25603-8. Brak numerów stron w książce
- H.H. Scullard: From the Gracchi to Nero. A history of Rome from 133 b.c. to a.d. 68. Abingdon, New York: Routledge, 2011. ISBN 0-203-84478-5. Brak numerów stron w książce